# Томас Симор
Томас Симор (енгл. Thomas Seymour) је био енглески племић, четврти супруг Катарине Пар, шесте жене краља Хенрија VIII.
Датум његовог рођења је непознат, али се сматра да је рођен негде између 1508. и 1509, у Енглеској. Син је Џона Симора и Маргарет Вентворт, као и брат Едварда и Џејн Симор. Убрзо након Томасове женидбе с Катарином Пар, је планирао, да се након њене смрти, ожени с Маријом или Елизабетом Тјудор, коју је напастовао. Након Катаринине смрти 1548, Томас је ухапшен под оптужбом да се хтео оженити с краљицом Елизабетом, без краљевог допуштења. Елизабета је на сва питања у вези злостављања, одговорила шутњом, па ослобођена а Томас 20. марта 1549, погубљен.